# Arthur Berg
Arthur Berg (in der Literatur auch irrtümlich als Albrecht Berg identifiziert; * 9. August 1889 in Jedwilleiten, Kreis Niederung, Ostpreußen; † 7. Juli 1947 in Potsdam) war ein deutscher Hofbeamter.

## Leben
Berg war nach dem Schulbesuch im Pferdezuchtbetrieb seiner Eltern tätig. Seit etwa 1912 gehörte er der Preußischen Armee an.
Seit Sommer 1918 (nach anderen Quellen seit 1914) stand er als Privatsekretär im Dienst des letzten preußischen und reichsdeutschen Kronprinzen Wilhelm von Preußen. Als der Kronprinz im November 1918, zum Ende des Ersten Weltkriegs, Deutschland verließ, um sich ins Exil in den Niederlanden zu begeben, war Berg, der damals den Titel des Privatsekretärs des Thronfolgers führte, einer von fünf Männern (die anderen waren die Adjutanten Louis Müldner von Mülnheim und Müller, der Diener Wölk und ein Fahrer), die diesen als persönliche Getreue begleiteten.
Im Jahr 1923 war Berg maßgeblich an den Verhandlungen beteiligt, die dazu führten, dass die Regierung Stresemann dem Kronprinzen die Rückkehr nach Deutschland gestattete. Spätestens seit Herbst 1923 arbeitete er unter der Bezeichnung eines Geheimen Hofrates in der Generalverwaltung der Hohenzollern im Palais Unter den Linden 36 in Berlin. In der Hierarchie dieser Institution stieg er in den folgenden fünfzehn Jahren immer weiter auf, so dass er während des Zweiten Weltkriegs zusammen mit Kurt von Plettenberg und Louis Müldner von Mülnheim die Leitung der Generalverwaltung innehatte. In dieser Stellung fiel ihm die Oberaufsicht über die Verwaltung des Besitzes des Hauses Hohenzollern zu, die sich damals in die Bereiche Vermögens- und Güterverwaltung, Stiftungsverwaltung und kronprinzliche Verwaltungen gliederte.
Im Zusammenhang mit der Verwicklung seines Freundes und Kollegen Kurt von Plettenberg – dem Patenonkel seines Sohnes – in den Umsturzversuch vom 20. Juli 1944 wurde Berg selbst kurzzeitig in Haft genommen und verhört. Im März 1945 wurde der Tod Plettenbergs Berg durch die Gestapo zur Kenntnis gebracht.
Berg starb in sowjetischer Internierungshaft in Potsdam.

## Archivarische Überlieferung
Bergs Nachlass wurde in den 1980er Jahren von seinem Sohn an das Geheime Staatsarchiv in Berlin übergeben, wo er unter der Signatur „Rep. 192“ verwahrt wird („GStA PK: Brandenburg-Preußisches Hausarchiv: Rep. 192 (Nl Arthur Berg)“). Der Nachlass umfasst 21 Bände, die vornehmlich mit seiner dienstlichen Tätigkeit zusammenhängende Unterlagen sammeln.